# ニューサウスウェールズ州営鉄道試作2階建て電車

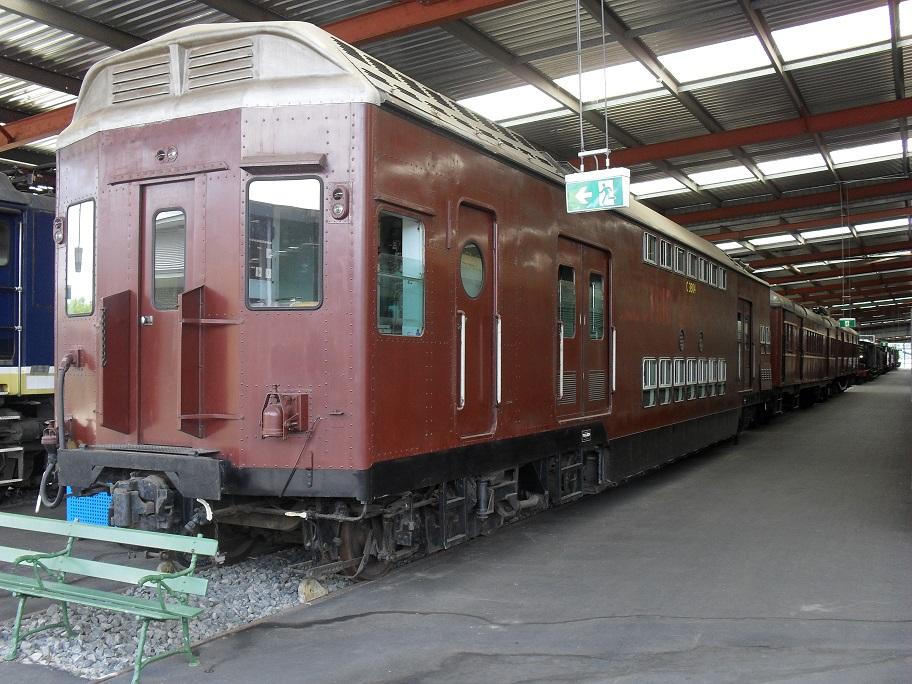
ニューサウスウェールズ鉄道博物館に保存されているC3804

この項目では、1968年にニューサウスウェールズ州営鉄道（現：シドニー・トレインズ）へ導入された、世界初の全室オール2階建て電車編成を組む2階建て試作車両（C3801-C3804）について述べる。

## 概要
木造客車を由来とする旧型木造付随車の置き換え用や利用客の増加に対応すべく、シドニー近郊の電化路線に1964年から導入されたタロック・リミテッド製の2階建て付随車は、空気ばね台車の採用による乗り心地の向上も含め利用客から高い評価を受けた。これを踏まえ、ニューサウスウェールズ州営鉄道は中間車のみならず両先頭の電動制御車も含めたオール2階建て編成を導入する事を決定した。その試作車として1968年にタロック・リミテッドで製造されたのがC3801-C3804である。
アルミニウム製の車体構造や車内の座席配置は2階建て付随車を基本とした設計となっており、着席定員は102人であった。車体中央の2階建て部分の床面高さが355mm（1ft 2in）であり機器を搭載する事が不可能であるため、発電機やコンプレッサーなどの電気機器はそれまでより小型に設計され、両端部の空間に設置された。また集電装置は連結面の1階建て部分上部に設置され、この箇所については車体の高さが低くなっていた。これらの設計は以降シドニーに導入される事になる2階建て電車にも受け継がれる事となった。
なお、各種評価を行うため試作車はそれぞれ異なる企業の台車や電気機器を採用していた。
- C3801 - 三菱
- C3802 - 東芝
- C3803 - 日立製作所
- C3804 - イングリッシュ・エレクトリック（電気機器）、A.E.グッドウィン（英語版）（台車）

## 運用
営業運転への投入は1969年1月6日から行われ、中間車を挟んだ4両編成2本により各種試験が実施された。これらの結果を基に、1972年以降量産車となるS形電車の製造が行われた。
1970年代以降は電気機器や運転台の撤去など付随車への改造が実施され、C3801は1980年にT4797に、C3803は1982年にT4799に改造された一方、計画ではT4798に改造される予定であったC3802については改造途中で計画が中止されそのまま廃車された。残されたC3804は1980年に営業運転から引退後、その歴史的価値が認められニューサウスウェールズ鉄道博物館に保存されている。また、付随車に改造されたC3803もT4799としてニューサウスウェールズ州西部にて保存されている。

## 類似車両
C3801-C3804が製造される以前の1962年に日本の近畿日本鉄道にオール2階建て電車である20100系が導入されているが、主要機器を搭載する空間を確保した結果中間付随車（サ20200形）の客席は2階部分のみとなったため、電動車も含めた全室オール2階建てである電車列車はC3801-C3804を含む4両編成2本の試作車が初となる。

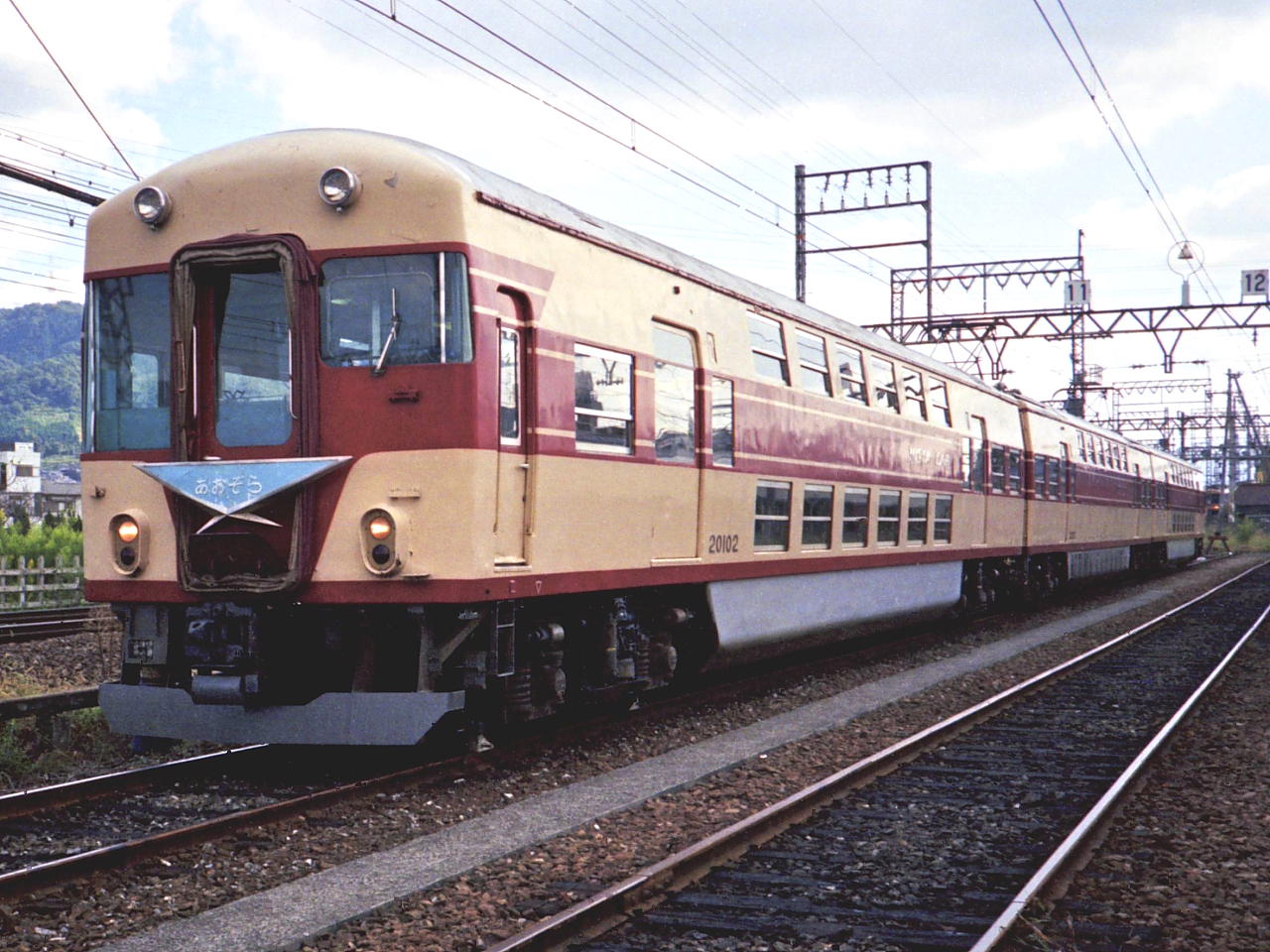
近鉄20100系電車 中間付随車の客席は2階部分のみである